# クリームヒルト

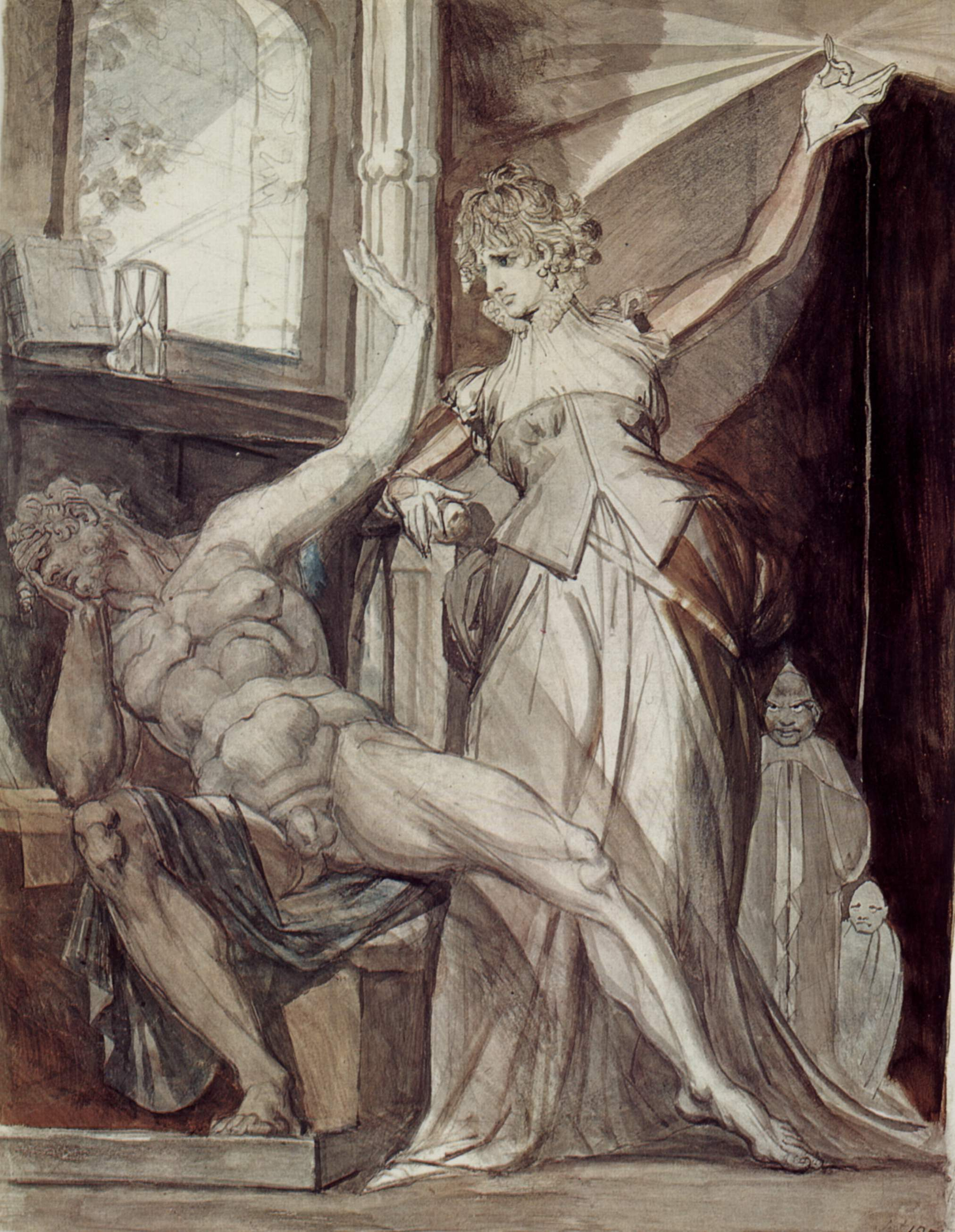
クリームヒルトとグンター

クリームヒルト （ドイツ語: Kriemhild）は北欧神話の物語『ニーベルンゲンの歌』に登場する英雄ジークフリートの妻。物語の前半と後半で人格が著しく変わっているが、これはもともと二人の異なる人物をまとめたため起こったのではないか、との説がある（後述）。
表記としては、ドイツの伝承（『ニーベルンゲンの歌』など）にみられる中期高地ドイツ語表記のクリエムヒルト（Kriemhilt）や、その現代ドイツ語表記であるクリームヒルト（Kriemhild）、北欧の伝承（『詩のエッダ』『ヴォルスンガ・サガ』など）にみられる古ノルド語表記のグズルーン（Guðrún）や、その現代ドイツ語表記のグートルーン、グードルーン（Gudrun）、北欧の伝承を参照したワーグナー『ニーベルングの指環』にみられるグートルーネ（Gutrune）などがある。

## ニーベルンゲンの歌

### 前半
ブルグント王グンターはイースラントの女王ブリュンヒルトと、グンターの妹であるクリームヒルトはニーデルランドの王子ジークフリートと結婚し、平穏に暮らしていた。しかし、ブルグント王妃ブリュンヒルトは義妹のクリームヒルトが自分に対して横柄な態度を取るのが気に入らず、ある日口論となった。彼女たちは「どちらの夫の方が偉大であるか」を巡って激しく言い争うが、このときクリームヒルトはグンター王がブリュンヒルトに求婚する際ジークフリートの手を借りた事を暴露してしまう。名誉を激しく傷つけられたブリュンヒルトは復讐としてジークフリートの暗殺を決意し、グンター王の側近ハーゲンによりジークフリートは背中の急所から心臓を刺され殺される。 
クリームヒルトはジークフリートの死後、13年たっても喪服を着続けたまま嘆き悲しんで暮らす傍ら、夫の遺産であるニーベルンゲンの財宝を得て、これを貴賤を問わず惜しみなく施し人臣の人気を博した。しかし、ハーゲンは財宝で彼女が兵を雇い復讐を成すのではないかと警戒し、グンター王に讒言してニーベルンゲンの財宝をライン川の底へ隠匿してしまった。

### 後半
フン族の王、妻を亡くしたエッツェルが再婚相手としてクリームヒルトを望み使者を送った。いまだ喪服のクリームヒルトは当初これを拒否するが、フン族の力を使えば復讐が達成できるのではないかと思い直し、エッツェルと再婚した。 フン族の王妃となったクリームヒルトは、数年はおとなしく過ごし、人民の人気と王の信頼を得た。機が熟したころ、クリームヒルトは夫である王に、兄グンターや弟達に会いたくなったのでフン族の宮廷に招いてくれるように願い出て了承を得た。彼女は使者にハーゲンが訪問に加わらないようであればフン族の国を知るのはハーゲンのみであることを言い含めるよう伝えた。 グンターは妹の恨みは時間が解決したものとしてこの招待を受けた。ハーゲンは警戒するが、グンター王の命令で、武装しつつもフン族の宮廷へ赴いた。 
ブルグントの一行はエッツェル王の歓待を受けた。その陰でクリームヒルトは、自らの息のかかった者を使いハーゲンの暗殺を図るが、なかなか叶わなかった。王妃が計略を巡らせていることはブルグント側にも伝わっており、少しずつブルグントとフン族の間に不和が広がっていった。血なまぐさい両陣営の応酬が散発するが、グンター、エッツェル両王はまだ争うつもりはなかった。しかしブルクント側の宿舎が襲われ、ハーゲンは意趣返しとしてエッツェル王とクリームヒルトの間の息子を殺害した。これを契機にフン族とブルグントと戦闘状態に陥った。クリームヒルトはハーゲンの首一つで包囲を解くと提案するが、ブルグント側はこれを拒否したため、彼らが篭城する広間を焼き討ちにした。戦いの末、グンターとハーゲンは生け捕りにされ、2人を別々の牢へ投獄された。 
クリームヒルトはニーベルンゲンの宝のありかをハーゲンに白状させようとしたが彼の奸計にかかり、グンター王を斬首させてしまった。財宝が得られないことを知ると彼女は、ハーゲンが自分のものにしていたジークフリートの剣で打ち落とし復讐を遂げた。しかし捕縛された捕虜を斬ったことに憤ったフン族の客将ヒルデブラントにより、彼女も殺害された。

## ニーベルンゲンの哀歌
『ニーベルンゲンの歌』に続く作品『ニーベルンゲンの哀歌』では、クリームヒルトが行った復讐に対する弁護が為されている。岡﨑忠弘は、本作は『ニーベルンゲンの歌』をキリスト教倫理観全盛期の中世世界に受容させるために書き足されたのではないかとしている。

## 不死身のザイフリート
初期新高ドイツ語の韻文作品『不死身のザイフリート』（最古の印刷は1530年頃）では、竜に囚われた姫として登場し、ザイフリート（ジークフリート）に救け出される。またザイフリート（ジークフリート）とクリームヒルトは幼い頃にクリームヒルトの父の館で会ったことがあるとされている
ハンス・ザックスの『不死身のゾイフリート』（1557年）でもクリームヒルトの名で登場する。
民衆本『不死身のジークフリート』（17世紀半ば頃に成立）でも、竜に囚われた姫を救け出すという話の流れは踏襲されているが、姫の名前はフローリグンダとなっている。
このジークフリートによるクリームヒルトの救出の物語は、『ニーベルンゲンの歌』の写本mに含まれている歌章目録にも言及がみられる。

## 北欧の伝承
『詩のエッダ』、『ヴォルスンガ・サガ』にはギューキ王グンナルの妹、グズルーンという人物が登場する。
彼女の夫シグルズは兄グンナルと弟グットルムによって殺されてしまうが、復讐はせず、グンナルと和解する（殺害の実行犯グットルムはシグルズと差し違えて死んでいる）。
グズルーンはその後フン族の王アトリと再婚するが、アトリはギューキ族の持つ黄金を欲し、グンナルとその弟ホグニ（ハーゲンに相当）をおびき寄せ殺してしまう。グズルーンは兄弟の仇を討つためにアトリを殺し、館に火を放つ。
復讐の後グズルーンは海に身を投げるが、一命を取り留める。彼女はヨーナクル王と再婚し、三人の息子をもうける。グズルーンとシグルズの娘、スヴァンヒルドはイェルムンレク王と結婚するが、王は彼女の不貞を疑い馬で轢き殺してしまう。グズルーンは息子達にスヴァンヒルドの仇を討つよう命じるが、復讐が果たされることなく息子達は全員死んでしまう。

クリームヒルトとグズルーンには下記のような共通点が存在する。
- 英雄の妻である
- 兄王の妻と対立する
- 兄弟によって夫を殺される
- 夫の死後、フン族の王と再婚する
- フン族との抗争によって兄弟が死亡する
- 彼女の復讐のため、フン族が滅亡する

しかし、両者の復讐の動機と対象は異なっている。クリームヒルトの動機は夫の仇を討つ事であり、対象はハーゲン（と兄グンター）である。フン族の王はそのために利用されるにすぎない。一方、グズルーンの動機は兄弟の仇を討つ事であり、対象はフン族の王である。

なお、リヒャルト・ワーグナーの『ニーベルングの指環』においては、彼女に相当するグートルーネというキャラクターが登場するが、ジークフリートの死で物語自体が終わってしまい、その存在感は薄い。

## モデル

### ハンガリーの王妃
ドイツ人作家ヴァルター・ハンゼンは、物語前半におけるクリームヒルトのモデルはグズルーンであり、後半のモデルはハンガリー王妃ギーゼラであると主張している。
ギーゼラの夫イシュトヴァーン1世はハンガリーのキリスト教化を推し進めた聖人であり、夫を支えたギーゼラ自身も福者に列せられている。しかし、王の功績は反対派との抗争や弾圧、粛清を伴うものであった。
王の死後、ギーゼラは「温和な王をそそのかし、多くの人を死に追いやった悪女」として年代記の中で語られる事になる。そのような「歪められた」記録を元に、「ニーベルンゲンの歌」の詩人はクリームヒルトという人物を創作したのだという。
また、ハンゼンは、エッツェル王はアッティラとイシュトヴァーン1世の合成によって生まれた人物であるとも述べている。